# Youssef El-Akchaoui
Youssef El-Akchaoui (arabisch يوسف العكشاوي Yussef Al-Akschaui; * 18. Februar 1981 in Dordrecht) ist ein ehemaliger niederländisch-marokkanischer Fußballspieler. Seine Position ist die linke Außenbahn.

## Karriere
Seine ersten fußballerischen Schritte unternahm Youssef El-Akchaoui bei Feyenoord Rotterdam, wohin er von seinem Jugendverein VV Alblasserdam wechselte. Zu Beginn des Jahres 2001 startete er seine Profikarriere bei Excelsior Rotterdam. Durch eine Leihe zum 1. FC Union Berlin spielte der Linksverteidiger in der Saison 2002/03 erstmals in Deutschland. Danach kehrte El-Akchaoui in die Eredivisie zurück, wo er für drei Jahre bei ADO Den Haag spielte. Mit Ende seines Vertrags wechselte El-Akchaoui zu NEC Nijmegen, wo er Stammspieler wurde und für den niederländischen Klub über einhundert Spiele absolvierte. Am 20. Januar 2010 wurde er zum deutschen Zweitligisten FC Augsburg ausgeliehen. Nach Ende des Leihvertrages wechselte er innerhalb der Eredivisie zum sc Heerenveen. Dort unterschrieb er einen Vertrag bis Juni 2013 und erhielt die Rückennummer 5. Doch schon nach einem halben Jahr wurde er im Januar 2011 erneut ausgeliehen, diesmal innerhalb der Liga zu VVV-Venlo. Unter Trainer Marco van Basten kam er nach seiner Rückkehr in der Saison 2012/13 nicht mehr zum Zuge, so dass Spieler und Verein seinen Vertrag im Dezember 2012 auflösten.

## Nationalmannschaft
Zu seinem ersten Einsatz für die Marokkanische Fußballnationalmannschaft kam El-Akchaoui am 20. August 2008 im Freundschaftsspiel gegen Benin.